# Rudolf Jelínek

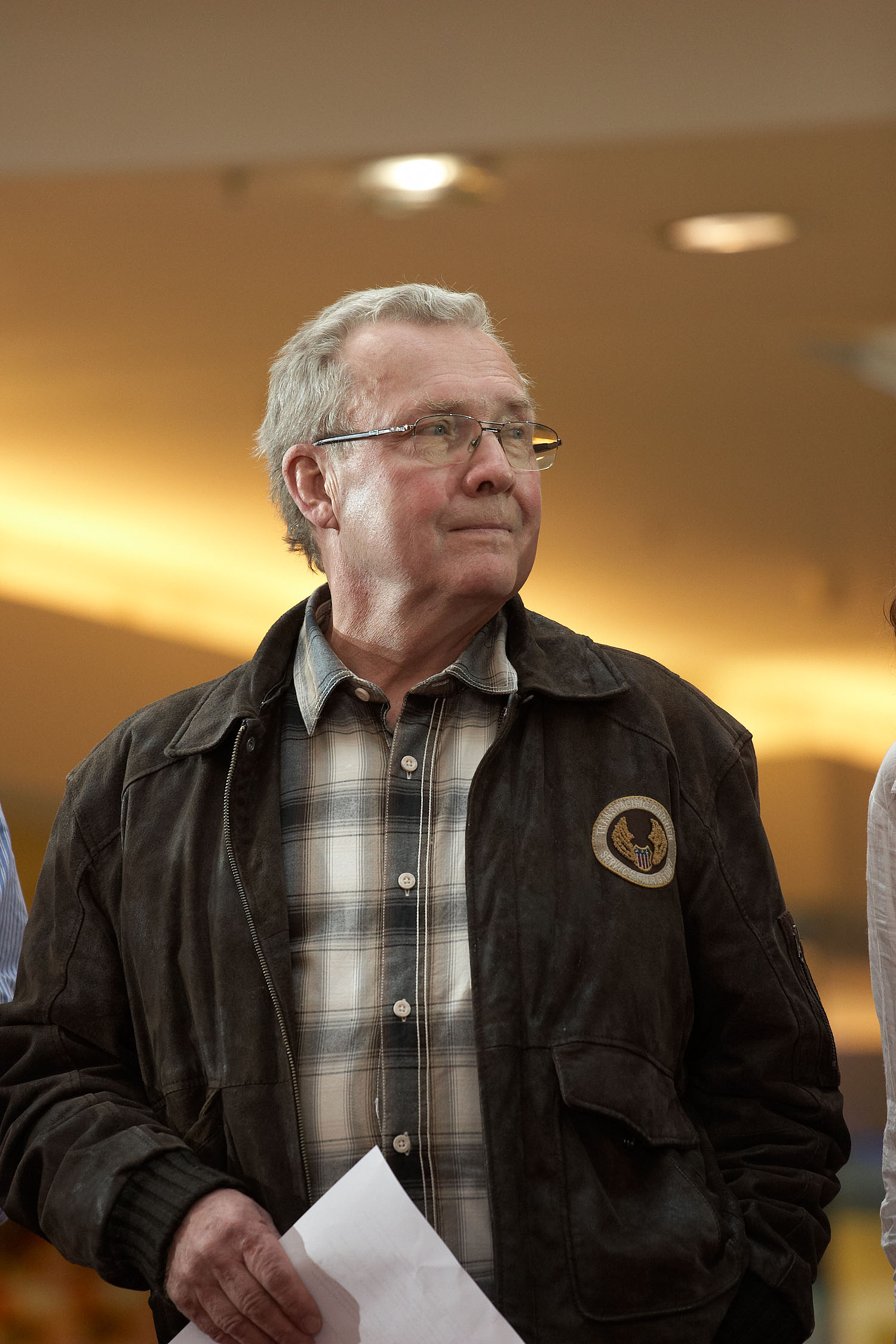
Rudolf Jelínek (2009)

Rudolf Jelínek (* 27. Februar 1935 in Kutná Hora, Okres Kutná Hora, Tschechoslowakei; † 10. August 2024) war ein tschechischer Schauspieler und Synchronsprecher.

## Leben
Der in seiner Jugend sehr sportbegeisterte Jelínek besuchte die Theaterfakultät der Akademie der Musischen Künste in Prag (DAMU) und schloss seine Ausbildung im Jahr 1957 ab. Sein erstes Engagement erhielt er in Nový Jičín. Später spielte er in Prag. Von 1973 bis 2004 spielte er am Divadlo na Vinohradech.
Sein Filmdebüt hatte er bereits 1955 gegeben; Miloš Formans Stenata brachte ihm größere Aufmerksamkeit. In einigen Klassikern des tschechischen Films ist Jelínek zu sehen, der auch Synchronarbeiten übernahm. Er wirkte als Schauspieler vor der Kamera von 1955 bis 2016 in über 130 Film-und-Fernsehproduktionen mit. Während er zu Beginn seiner Karriere noch oftmals in einer Nebenrolle besetzt wurde, konnte er sich später auch als Charakterdarsteller in Hauptrollen beweisen.
Rudolf Jelínek war bis zu ihrem Tod mit der Schauspielerin Jarmila Hlavatá (1936–2000) verheiratet. Ab 2007 war er in zweiter Ehe verheiratet. Er starb am 10. August 2024 im Alter von 89 Jahren.

## Filmografie (Auswahl)
- 1956: Fräulein Robinson (Robinsonka)
- 1958: Der Tod im Sattel (Smrt v sedle)
- 1958: Ausgerechnet die Oma (Páté kolo u vozu)
- 1959: König des Böhmerwaldes (Král Sumavy)
- 1960: Leute wie du und ich (Lidé jako ty)
- 1960: Die das Gesetz nicht schützt (Mstitel)
- 1961: Baron Münchhausen (Baron Prašil)
- 1962: Die schwarze Dynastie (Cerná dynastie)
- 1962: Schneesturm (Vánice)
- 1962: Fackeln (Pochodne)
- 1963: Himmel ohne Geigen (Zivot bez kytary)
- 1963: Von neuem beginnen (Zacit znova)
- 1965: 10 Uhr 30: Attentat (Atentat)
- 1968: Die Brücke von Remagen (The Bridge at Remagen)
- 1969: Mörder GmbH (The Assassination Bureau)
- 1972: Der schwarze Wolf (Cerný vlk)
- 1973: Welche Farbe hat die Liebe? (Jakou barvu ma laska?)
- 1974: Anonyme Anzeige (Zatykac na kralovnu)
- 1973: Verdacht (Podezrení)
- 1973: Chronik eines weißen Sommers (Kronika zhavého léta)
- 1975: Motiv für einen Mord (Motiv pro vrazdu)
- 1976: Die Stadt weiß nichts (Mesto nic nevi)
- 1976–1980: Die Kriminalfälle des Majors Zeman (30 případů majora Zemana)
- 1978: Die Befreiung Prags (Osvobození Prahy)
- 1978: Das Geheimnis des Weidenkorbs (Tajemství prouteného kosíku) (Fernsehserie)
- 1979: Prinz und Abendstern (Princ a Vecernice)
- 1980: Flucht nach Hause (Úteky domu)
- 1981: Die Mahd der Habichtswiese (Kosenie jastrabej luky)
- 1982: Liebe auf den zweiten Blick (Laska na dryhy pohled)
- 1982: Ein schönes Wochenende (Zelená vlna)
- 1985: Razzia (Zatah)
- 2006: Ich habe den englischen König bedient (Obsluhoval jsem anglického krále)